# Antonio Fragoso
Pour les articles homonymes, voir Fragoso.
Dom Antônio Batista Fragoso, né à Teixeira le 10 décembre 1920 et mort à João Pessoa le 12 août 2006, est un évêque brésilien.

## Biographie
Il est ordonné prêtre en 2 juillet 1944. Le pape Pie XII le nomme évêque auxiliaire de São Luís do Maranhão, le 13 mars 1957, avec le titre d'Ucres. Il n'a que 37 ans et il est ordonné évêque le 30 mai 1957.
Le 28 avril 1964, Paul VI le désigne comme premier évêque du nouveau diocèse de Crateús. Durant le IIe concile œcuménique du Vatican, il participa aussi à un groupe non officiel (qui sera appelé « Église servante et pauvre ») se réunissant chaque semaine, et qui s'était donné pour tâche de sensibiliser l'ensemble des évêques conciliaires au problème de la pauvreté dans l'Église et à son ouverture aux pauvres eux-mêmes. Ce petit groupe qui comprenait, entre autres, Mgr Charles-Marie Himmer, évêque de Tournai, Mgr Helder Camara, Mgr Ancel, Mgr Huyghe, et, à titre d'experts, les pères dominicains Chenu et Congar, eut une influence certaine sur la composition des textes de Vatican II, au point même que Mgr Himmer a pu voir dans la pauvreté la clef de la constitution conciliaire Gaudium et Spes. Il exercera cette fonction jusqu'à sa démission le 18 février 1998.
Ami de Jean Goss et d'Hildegard Goss-Mayr, il fut engagé auprès des plus pauvres de son diocèse.